# باول تيسون
باول تيسون (بالإنجليزية: Paul Tyson)‏ هو مدير فني أمريكي، ولد في 25 أكتوبر 1886 في هوب في الولايات المتحدة، وتوفي في 9 سبتمبر 1950.